# کارمن یونسکو (ژیمناست)
کارمن یونسکو (ژیمناست) (به انگلیسی: Carmen Ionescu (gymnast)) ژیمناست زادهٔ ۲۲ نوامبر ۱۹۸۵ میلادی اهل کشور رومانی است.